# The Sims 4: Get Famous
The Sims 4: Get Famous — шосте доповнення для комп'ютерної гри жанру стратегічного симулятору життя The Sims 4. 9 жовтня 2018 було оголошено про вихід нового доповнення 16 листопада 2018. Пакет фокусується на темі знаменитостей, багатстві, славі та нових активних кар'єрах. Схожими доповненнями є The Sims: Superstar, The Sims 3: Late Night та The Sims 3: Showtime.

## Нововведення
- Нова система знаменитостей та слави
- Активна кар'єра акторства
- Новий район Дель Соль Валлей
- Активна кар'єра співу